# TV Finland
TV Finland - kanał telewizyjny należący do fińskiego nadawcy publicznego Yleisradio adresowany do odbiorcy zagranicznego i przekazywany drogą satelitarną. 

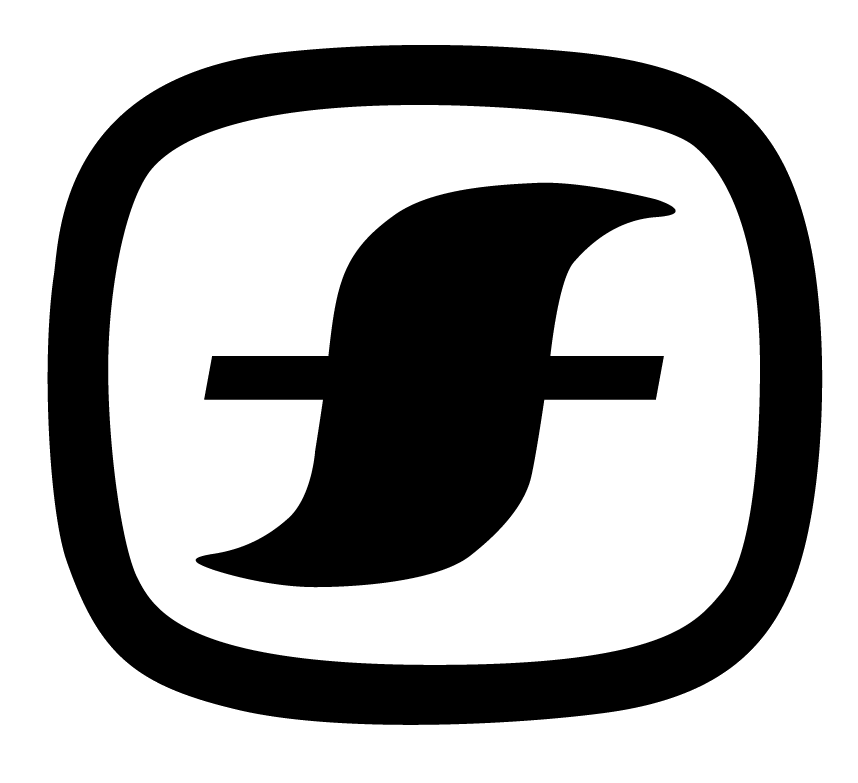
Logo TV Finland

W transmisji naziemnej program nadawany jest w okolicach Helsinek, w obszarze aglomeracji Sztokholmu i w środkowej Szwecji w okolicach jeziora Melar. Można go również odbierać w transmisji satelitarnej w Europie. W Szwecji jest osiągalna w wielu miejscach w telewizji kablowej.

## Historia
Kanał został założony w roku 1986 pod nazwą Finlands TV i składał się z programów stacji TV1, TV2 i MTV3 (do 31 grudnia 1992 kanał ten działał pod nazwą Kolmoskanava).  Od roku 1997 stacja nadaje pod nazwą TV Finland. W roku 2006 TV Finland nadała 5 892 godzin programu. Od 2007 nadaje cyfrowo.